# ديفيد وارنر (لاعب كريكت)
ديفيد وارنر (27 أكتوبر 1986 في أستراليا - ) (بالإنجليزية: David Warner) هو لاعب كريكت أسترالي ونيوزلندي. شارك مع منتخب أستراليا الوطني للكريكت. أما مع النوادي، فقد لعب مع صن رايزرز حيدر آباد ونادي مقاطعة ميدلسكس للكريكت ‏ ونادي مقاطعة دورهام للكريكت ‏ وفريق جنوب ويلز الجديد للكريكت ‏ ودلهي كابيتالز وSydney Sixers ‏ وSydney Thunder ‏.

## وصلات خارجية
- ديفيد وارنر على موقع إي آس بي آن كريك إنفو (الإنجليزية)